# 福江仙太郎
福江 仙太郎（ふくえ せんたろう、2002年2月5日 - ）は、ジャパンラグビーリーグワンレッドハリケーンズ大阪に所属するラグビー選手。

## プロフィール
- ポジションはロック(LO)。
- 身長 188 cm、体重 105 kg

## 略歴
2020年、鳴尾高校卒業後、立命館大学に入る。なお鳴尾高校時代、第99回大会決勝の前座試合第12回U18合同チーム東西対抗戦に出場。
2024年、レッドハリケーンズ大阪に加入。